# 13e parallèle sud
Pour les articles homonymes, voir 13e parallèle.
En géographie, le 13e parallèle sud est le parallèle joignant les points de la surface de la Terre dont la latitude est égale à 13° sud.

## Géographie

### Dimensions
Dans le système géodésique WGS 84, au niveau de 13° de latitude sud, un degré de longitude équivaut à 108,484 km ; la longueur totale du parallèle est donc de 39 055 km, soit environ 97 % de celle de l'équateur. Il en est distant de 1 438 km et du pôle Sud de 8 564 km,.

### Régions traversées
Le 13e parallèle sud passe au-dessus des océans sur environ 79 % de sa longueur. Du point de vue des terres émergées, il traverse l'Afrique (Angola, Zambie, République démocratique du Congo, Malawi, Mozambique), Mayotte, Madagascar, l'Australie (Australie-Occidentale, Territoire du Nord, Queensland) et l'Amérique du Sud (Pérou, Bolivie, Brésil).
Le tableau ci-dessous résume les différentes zones traversées par le parallèle, d'ouest en est :
| Zone                                          | Début                 | Fin                   | Longueur (km) |
| --------------------------------------------- | --------------------- | --------------------- | ------------- |
| Océan Atlantique                              | 13° 00′ S, 38° 27′ O  | 13° 00′ S, 12° 57′ E  | 5 576         |
| Afrique                                       | 13° 00′ S, 12° 57′ E  | 13° 00′ S, 40° 26′ E  | 2 982         |
| Baie de Pemba                                 | 13° 00′ S, 40° 26′ E  | 13° 00′ S, 40° 31′ E  | 9             |
| Afrique (péninsule de Pemba)                  | 13° 00′ S, 40° 31′ E  | 13° 00′ S, 40° 35′ E  | 7             |
| Canal du Mozambique                           | 13° 00′ S, 40° 35′ E  | 13° 00′ S, 45° 08′ E  | 494           |
| Chissioua Mbouini (Mayotte)                   | 13° 00′ S, 45° 08′ E  | 13° 00′ S, 45° 08′ E  | 1             |
| Canal du Mozambique                           | 13° 00′ S, 45° 08′ E  | 13° 00′ S, 48° 53′ E  | 406           |
| Madagascar                                    | 13° 00′ S, 48° 53′ E  | 13° 00′ S, 49° 54′ E  | 110           |
| Océan Indien                                  | 13° 00′ S, 49° 54′ E  | 13° 00′ S, 130° 08′ E | 8 704         |
| Australie                                     | 13° 00′ S, 130° 08′ E | 13° 00′ S, 136° 30′ E | 691           |
| Trial Bay                                     | 13° 00′ S, 136° 30′ E | 13° 00′ S, 136° 34′ E | 7             |
| Australie (Guyuwiri Point)                    | 13° 00′ S, 136° 34′ E | 13° 00′ S, 136° 35′ E | 2             |
| Wonga Bay                                     | 13° 00′ S, 136° 35′ E | 13° 00′ S, 136° 38′ E | 5             |
| Australie (cap Grey)                          | 13° 00′ S, 136° 38′ E | 13° 00′ S, 136° 40′ E | 4             |
| Golfe de Carpentarie                          | 13° 00′ S, 136° 40′ E | 13° 00′ S, 141° 35′ E | 533           |
| Australie (péninsule du cap York, Queensland) | 13° 00′ S, 141° 35′ E | 13° 00′ S, 143° 31′ E | 210           |
| Océan Pacifique                               | 13° 00′ S, 143° 31′ E | 13° 00′ S, 76° 30′ O  | 15 186        |
| Amérique du Sud                               | 13° 00′ S, 76° 30′ O  | 13° 00′ S, 38° 45′ O  | 4 095         |
| Baie de tous les Saints                       | 13° 00′ S, 38° 45′ O  | 13° 00′ S, 38° 43′ O  | 4             |
| Itaparica                                     | 13° 00′ S, 38° 43′ O  | 13° 00′ S, 38° 38′ O  | 9             |
| Océan                                         | 13° 00′ S, 38° 38′ O  | 13° 00′ S, 38° 32′ O  | 11            |
| Amérique du Sud (péninsule de Salvador)       | 13° 00′ S, 38° 32′ O  | 13° 00′ S, 38° 27′ O  | 9             |

## Îles proches
Le 13e parallèle passe à proximité des îles suivantes :
- Îles Torres (Vanuatu) ;
- Wallis (Wallis-et-Futuna).

## Frontière
Le parallèle sert de délimitation à une partie de la frontière entre l'Angola et la Zambie.